# Welsh International 1937
Die Welsh International 1937 fanden in Llandudno statt. Es war die elfte Auflage dieser internationalen Meisterschaften von Wales im Badminton.

## Finalresultate
| Disziplin    | Sieger                      | Finalist                        | Ergebnis          |
| ------------ | --------------------------- | ------------------------------- | ----------------- |
| Herreneinzel | Raymond M. White            | Thomas Boyle                    | 15–12, 3–15, 15–9 |
| Dameneinzel  | Daphne Young                | Norma Stoker                    | 11–7, 11–4        |
| Herrendoppel | T. P. Dick H. E. Baldwin    | Ian Maconachie Raymond M. White | 17–15, 15–6       |
| Damendoppel  | L. W. Myers Dorothy Colpoys | Mavis Macnaughton Norma Stoker  | 15–4, 15–11       |
| Mixed        | Thomas Boyle Olive Wilson   | T. P. Dick Collitt              | 15–12, 15–10      |

1. ↑  Teilweise werden die Plätze 1 und 2 auch umgekehrt gelistet.